# GoHands
GoHands Co., Ltd. (яп. 株式会社GoHands Kabushiki-gaisha Gōhanzu) — японская анимационная студия расположенная в Ёдогава-ку, Осака. Фирма была основана в 2008 году Ринго Кисимото и бывшыми членами группы Satelight.
Студия «GoHands», прославилась своим уникальным стилем анимации, создав множество аниме-сериалов и фильмов, включая такие экранизации, как Seitokai Yakuindomo (2010), Mardock Scramble (2010), Coppelion (2013), The Girl I Like Forgot Her Glasses (2023) и такие оригинальное аниме, как K (2012), Hand Shakers (2017) и Momentary Lily (2025).

## История
Компания была основана в августе 2008 года Ринго Кисимото и другими бывшими сотрудниками компании Satelight. Название компании происходит от желания иметь возможность «положить еду food (яп. ごはん gohan) на стол, сделав аниме» и кандзи han (阪) используется в японском написании слова Замок в Осаке (яп. 大阪城  Ōsaka-jō). Первой работой студии стала экранизация визуального романа для взрослых Princess Lover!.
У компании две студии: главный офис в Осаке и вторая студия в Сугинами, Токио. Студия не располагает официальным веб-сайтом или аккаунтами в социальных сетях. По имеющейся информации, она придерживается политики завершения производства всех эпизодов телевизионного аниме до начала его трансляции, выполняя основные этапы работы собственными силами.

### Tokyo Babylon 2021споры о плагиате и отмена
25 октября 2020 года было объявлено о производстве аниме-адаптации манги Tokyo Babylon по мотивам манги созданной студией CLAMP. Проект должен был быть создан студией GoHands в сотрудничестве с компанией King Records. Презентация аниме-сериала под названием «Tokyo Babylon 2021» состоялась 19 ноября 2020 года, в ходе которой было подтверждено, что режиссёрами выступят Синго Судзуки и Сусуму Кудо, а премьера запланирована на апрель 2021 года. Однако уже 20 ноября 2020 года в адрес производственного комитета проекта были выдвинуты обвинения в плагиате дизайна костюмов, схожих с нарядами участников K-pop-группы Volks Doll. После расследования, 4 декабря 2020 года, производитель аниме принес извинения на своем официальном сайте и объявил, что изменит дизайн. В связи с необходимостью внесения изменений, 24 декабря 2020 года производственный комитет аниме объявил, что сериал откладывается на неопределённый срок. После того как в ходе внутреннего расследования всплыли новые случаи плагиата, 29 марта 2021 года производственный комитет объявил, что текущий телесериал будет отменён, а новое аниме будет создано другой студией.
3 августа 2021 года стало известно, что анимационная студия GoHands подала иск против компании King Records на сумму 450 миллионов йен. Согласно материалам иска, GoHands обвинила King Records в неисполнении обязательств по оплате ранее согласованных производственных расходов. В документах также указывалось, что аниме-сериал, разрабатываемый студией, изначально должен был состоять из 21 эпизода, из которых первые 13 были завершены к ноябрю 2020 года.

## Стиль анимации
GoHands известна своим уникальным стилем домашней анимации, который сочетает традиционную 2D-анимацию персонажей с 3D-фоном компьютерной анимации, часто со сложными движениями камеры, эффектами частиц и агрессивной постобработкой. Стиль студии одновременно называют противоречивым, поразительным и странным.

## Продукция

### Аниме-телесериалы
| Год  | Название                                             | Сеть                          | Режиссёр(ы)                                    | Эпизоды | Примечание | Ссылки        |
| ---- | ---------------------------------------------------- | ----------------------------- | ---------------------------------------------- | ------- | --- | ------------- |
| 2009 | Princess Lover!                                      | Chiba TV                      | Хиромицу Канадзава                             | 12      | Адаптация визуального романа для взрослых визуальной новеллы созданный Рикотта.                                                 | [ 11 ]        |
| 2009 | Чебурашка Arere?                                     | TV Tokyo                      | Сусуму Кудо                                    | 26      | Телевизионные короткометражки, основанные на персонаже русской детской книги, созданной советским писателем Эдуардом Успенским. | [ 12 ] [ 13 ] |
| 2010 | Seitokai Yakuindomo                                  | Television Kanagawa           | Хиромицу Канадзава                             | 13      | Адаптация комедийного четырёх-панельного сериала манги, написанного и проиллюстрированного Тодзэном Удзиэ.                      | [ 14 ]        |
| 2012 | K                                                    | Mainichi Broadcasting System  | Синго Судзуки                                  | 13      | Оригинальное аниме, созданное в сотрудничестве с авторской группой GoRA.                                                        | [ 15 ]        |
| 2013 | Coppelion                                            | AT-X                          | Синго Судзуки Хиромицу Канадзава Сусуму Кудо   | 13      | Адаптация военного боевика/научно-фантастической серии манги, написанной и проиллюстрированной Томонори Иноуэ.                  | [ 16 ]        |
| 2014 | Seitokai Yakuindomo*                                 | Tokyo Metropolitan Television | Хиромицу Канадзава                             | 13      | Второй сезон Seitokai Yakuindomo.                                                                                               | [ 17 ]        |
| 2015 | K: Return of Kings                                   | AT-X                          | Синго Судзуки                                  | 13      | Второй сезон K. | [ 18 ]        |
| 2017 | Hand Shakers                                         | Tokyo MX                      | Синго Судзуки Хиромицу Канадзава               | 12      | Оригинальное аниме, созданное в сотрудничестве с Frontier Works и Kadokawa.                                                     | [ 19 ]        |
| 2019 | W’z                                                  | Tokyo MX                      | Синго Судзуки Хиромицу Канадзава               | 13      | Оригинальное продолжение аниме Hand Shakers, действие которого происходит десять лет спустя.                                    | [ 20 ]        |
| 2021 | Project Scard: Scar on the Praeter                   | Japan News Network            | Синго Судзуки                                  | 13      | Оригинальное аниме, основанное на медиапроекте Project Scard компании «Frontier Works».                                         | [ 21 ]        |
| 2023 | The Girl I Like Forgot Her Glasses                   | Tokyo MX                      | Сусуму Кудо Кацумаса Ёкоминэ                   | 13      | Адаптация романтической комедийной серии манги, написанной и проиллюстрированной Кумэ Фудзитикой.                               | [ 22 ]        |
| 2023 | The Masterful Cat Is Depressed Again Today           | JNN                           | Сусуму Кудо Кацумаса Ёкоминэ                   | 13      | Адаптация комедийного манга-сериала о жизни, написанного и проиллюстрированного Хицудзи Ямадой.                                 | [ 23 ]        |
| 2025 | Momentary Lily                                       | Tokyo MX                      | Синго Судзуки Сусуму Кудо Кацумаса Ёкоминэ     | 14      | Оригинальное аниме, созданное в сотрудничестве с японской кинокомпанией Shochiku.                                               | [ 24 ]        |
| 2026 | The Exiled Heavy Knight Knows How to Game the System | TBA                           | Синго Судзуки Тэцуити Ямагиси Кацумаса Ёкоминэ | TBA     | Адаптация серии фэнтези/исэкай ранобэ, написанной Нэкоко и проиллюстрированной Джайаном.                                        | [ 25 ]        |

### Аниме-фильмы
| Год  | Название                                                 | Режиссёр(ы)        | Продолжительность (минуты) | Примечание                                                                                               | Ссылки |
| ---- | -------------------------------------------------------- | ------------------ | -------------------------- | --- | ------ |
| 2010 | Mardock Scramble: The First Compression                  | Сусуму Кудо        | 69                         | Первый из трилогии фильмов, основанных на серии японских киберпанковских романов, написанный То Убуката. | [ 26 ] |
| 2011 | Mardock Scramble: The Second Combustion                  | Сусуму Кудо        | 62                         | Сиквел The First Compression.                                                                            | [ 26 ] |
| 2012 | Mardock Scramble: The Third Exhaust                      | Сусуму Кудо        | 66                         | Сиквел The Second Combusion.                                                                             | [ 26 ] |
| 2014 | K: Missing Kings                                         | Синго Судзуки      | 73                         | Продолжение аниме-фильма K.                                                                              | [ 27 ] |
| 2017 | Seitokai Yakuindomo: The Movie                           | Хиромицу Канадзава | 60                         | Продолжение аниме-фильма Seitokai Yakuindomo*.                                                           | [ 28 ] |
| 2018 | K: Seven Stories "R:B - BLAZE -"                         | Синго Судзуки      | 55                         | Шестисерийный фильм, представляющий истории различных кланов, изображенных в K и его продолжения.        | [ 29 ] |
| 2018 | K: Seven Stories "SIDE:BLUE - Sirius -"                  | Синго Судзуки      | 61                         | Шестисерийный фильм, представляющий истории различных кланов, изображенных в K и его продолжения.        | [ 29 ] |
| 2018 | K: Seven Stories "SIDE:GREEN - Overwrite World -"        | Синго Судзуки      | 59                         | Шестисерийный фильм, представляющий истории различных кланов, изображенных в K и его продолжения.        | [ 29 ] |
| 2018 | K: Seven Stories "Lost Small World - Outside the Cage -" | Синго Судзуки      | 66                         | Шестисерийный фильм, представляющий истории различных кланов, изображенных в K и его продолжения.        | [ 29 ] |
| 2018 | K: Seven Stories "Memory of RED - BURN -"                | Синго Судзуки      | 61                         | Шестисерийный фильм, представляющий истории различных кланов, изображенных в K и его продолжения.        | [ 29 ] |
| 2018 | K: Seven Stories "Circle Vision - Nameless Song -"       | Синго Судзуки      | 58                         | Шестисерийный фильм, представляющий истории различных кланов, изображенных в K и его продолжения.        | [ 29 ] |
| 2021 | Seitokai Yakuindomo: The Movie 2                         | Хиромицу Канадзава | 78                         | Сиквел Seitokai Yakuindomo: The Movie.                                                                   | [ 30 ] |

### Оригинальные видеоанимации
| Год       | Название                   | Режиссёр(ы)                      | Эпизоды | Примечание |
| --------- | -------------------------- | -------------------------------- | ------- | --- |
| 2011–2013 | Seitokai Yakuindomo        | Хиромицу Канадзава               | 8       | Дополнительные эпизоды Seitokai Yakuindomo, выпущенные на DVD, некоторые из которых были упакованы с томами манги ограниченного тиража |
| 2012      | See Me After Class         | Хиромицу Канадзава               | 1       | Адаптация гаремного романтического комедийного сериала, написанного Акиёси Охта и проиллюстрированного Мунью.                          |
| 2014–2020 | Seitokai Yakuindomo*       | Хиромицу Канадзава               | 10      | Дополнительные эпизоды Seitokai Yakuindomo*.                                                                                           |
| 2017      | Hand Shakers: Go ago Go    | Синго Судзуки Хиромицу Канадзава | 1       | Дополнительный невыпущенный эпизод Hand Shakers; приквел, действие которого происходит за четыре года до событий телесериала.          |
| 2019      | W'z: Hand Shakers with W'z | Синго Судзуки Хиромицу Канадзава | 1       | Дополнительный невышедший эпизод W'z, происходящие в хронологическом порядке между Hand Shakers: Go ago Go и Hand Shakers.             |